# Feldkahl (Fluss)
Die Feldkahl ist ein linker Zufluss der Kahl im Landkreis Aschaffenburg im bayerischen Spessart.

## Name
Der Name Feldkahl geht aus dem mittelhochdeutschen Wort vëlt, das Feld bedeutet, hervor. Dies bezieht sich auf die Felder im Quellgebiet des Baches. Für den Ursprung des Wortes Kahl siehe Name der Kahl. Der Bach gab dem Ort Feldkahl seinen Namen.

## Geographie

### Feldkahlursprung

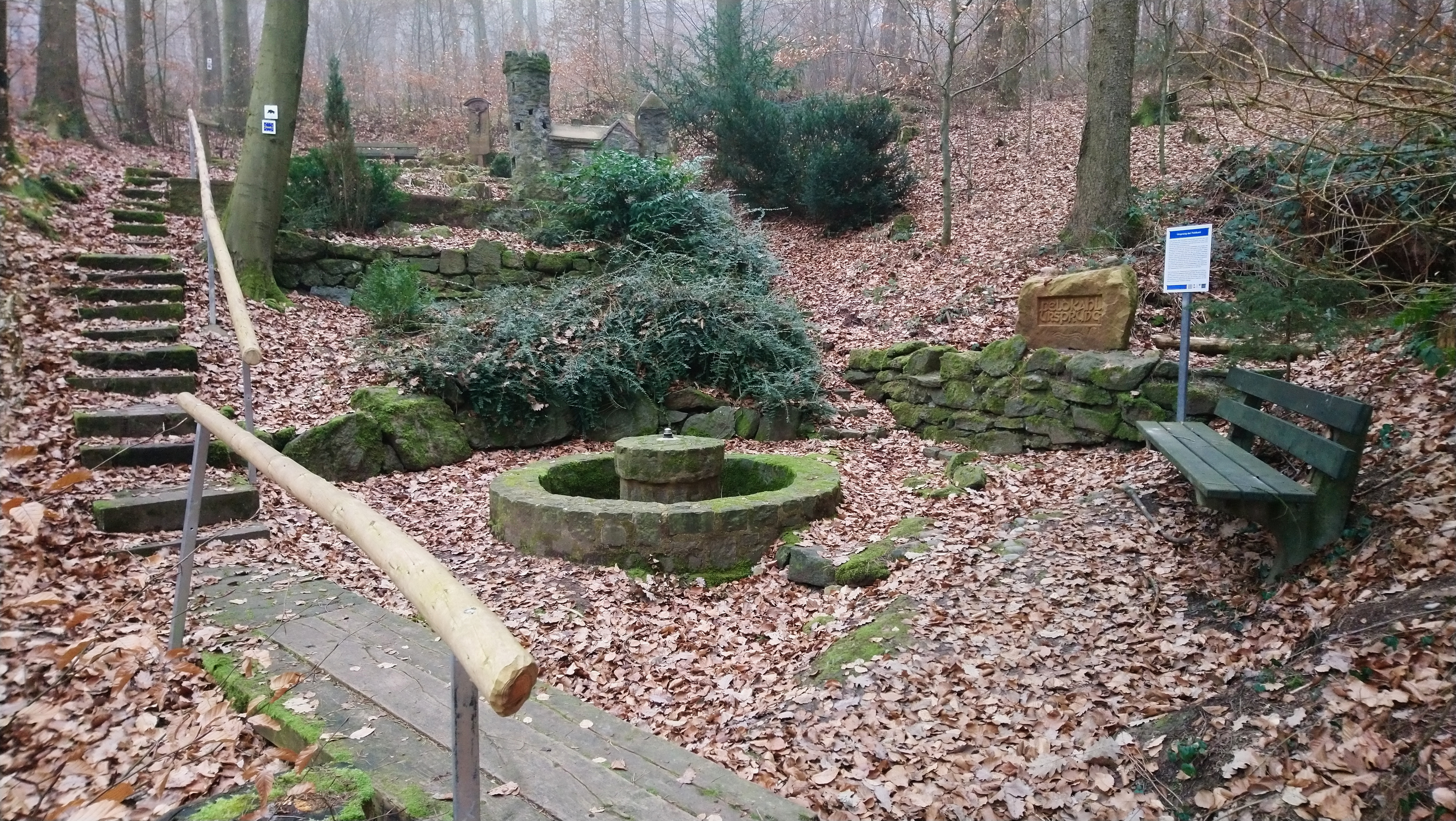
Am Feldkahlursprung mit Springbrunnen und Miniaturburg

Der Feldkahlursprung liegt im Wald oberhalb des Ortes Rottenberg, einem Gemeindeteil von Hösbach. Ihre gefasste Quelle befindet sich auf 325 m ü. NHN zwischen Klosterberg (381 m) und Rottenberg (408 m) am Wanderheim, in der Nähe des Freibades. Diese Schichtquelle entspringt zwischen den geologischen Schichten des Zechsteins und des Buntsandsteins. Der Feldkahlursprung liegt die meiste Zeit des Jahres trocken. Erst kurz vor Rottenberg sammelt sich dann Wasser auf der Seewiese.
An der Springbrunnenanlage befinden sich ein Findling mit dem Schriftzug „Feldkahlursprung“ und eine Miniaturburg. Diese wurde im Jahr 1936 aus Steinen des Odenwaldes errichtet. Das Quellwasser befüllt den Burggraben und wurde bis Ende der 1960er als Wasserversorgung des Waldhauses genutzt. Nachdem die Burg im August 2008 durch einen Sturm schwer beschädigt wurde, gestaltete man die Anlage und die Wasserzuläufe neu.

### Verlauf
Nach ihrer Quelle fließt die Feldkahl durch einige Gärten in der Seewiese Richtung Südwesten. In Rottenberg ist sie verrohrt. Sie erreicht das nach ihr benannte Dorf Feldkahl, wo sie einige Nebenbäche aufnimmt. Danach unterquert sie die Staatsstraße 2307. Zwischen Feldkahl und Schimborn betrieb der Bach früher die heute nicht mehr bestehende Feldkahler Mühle. Am damaligen Standort überquert sie die Gemeindegrenze nach Mömbris.
Danach mündet der von Daxberg kommende Folzbach von links und die Feldkahl wird unter der Staatsstraße 2305 durchgeleitet. In Schimborn wird sie mit Hilfe eines Stauwehrs aus ihrem ursprünglichen Bachbett herausgeleitet und dient zur Bewässerung der umliegenden Gärten. 200 m westlich ihrer eigentlichen Mündung fließt sie nach einer Gesamtlänge von 5,7 km in der Nähe der Obermühle in einen linken Arm der Kahl.

### Zuflüsse
- Biesigbach (rechts)[5]
- Rohrchetsbach (rechts)[5]
- Seewiesenbach (links)[5]
- Scherengrundbach (rechts)[5]
- Gossengraben (rechts)[5]
- Gemarkungsgraben (rechts)[5]
- Folzbach (links)

### Flusssystem Kahl
- Liste der Fließgewässer im Flusssystem Kahl

## Geschichte

### Mühlen
- Feldkahler Mühle

Siehe hierzu auch die Liste von Mühlen im Kahlgrund.